# Église Saint-Barthélémy de Recologne
Pour les articles homonymes, voir Église Saint-Barthélémy et Saint-Barthélémy.
L’église Saint-Barthélémy de Recologne est une église, protégée des monuments historiques, située à Recologne dans le département français du Doubs.

## Histoire
L'église est construite entre 1743 et 1756, année de sa consécration, en remplacement d'une modeste chapelle préexistante.
L'église Saint-Barthélémy fait l’objet d’une inscription au titre des monuments historiques depuis le 7 août 1987.

## Rattachement
L'église fait partie de la paroisse de Marnay-Recologne qui est rattachée au diocèse de Besançon.

## Mobilier
L'église renferme :
- Une belle collection de décors en stuc réalisées en 1748-1749 par le stucateur Jacques-François Marca[4] : trois retables dont celui du maître-autel , la chaire et des bas-reliefs relatant les scènes de la vie du Christ, tous classés.
- Deux statuettes représentant la Vierge et Saint Philomène, datées du XIXe siècle, inscrites à titre objet des monuments historiques en 1975[5],[6].
- Un chemin de croix en terre de Recologne réalisé par l'artiste-peintre Louis Chifflet.